# Newton Cardoso
Newton Alves Cardoso, noto semplicemente come Newton Cardoso (Rio de Janeiro, 9 febbraio 1925 – Rio de Janeiro, 7 gennaio 1975), è stato un allenatore di calcio e calciatore brasiliano.